# حرب هتلر
صدر كتاب حرب هتلر للمؤرخ البريطاني ديفيد إيرفينغ، أحد منكري محرقة الهولوكوست،
في عام 1997 وقد أثار الكتاب ضجة كبيرة.
قام ايرفينغ في كتابه بتكذيب محرقة اليهود، مشككاً في الأدلة التاريخية والأساليب العلمية الذي تعتمد عليها قضية هولوكوست. أشارت مجلة نيويورك ريفيو أوف بوكس إلى كتاب حرب هتلر بأنه أحسن دراسة عن الجانب الألماني في الحرب.
ولكن في عام 2005 تمت محاكمة إيرفينغ بتهمة تكذيب الهولوكوست، بسبب قوله عنها بأنها كذبة كبيرة في كتابه وحكم عليه بالسجن لمدة ثلاث سنوات.

## المؤلف
ديفيد جون كاوديل إيرفينغ (ولد في 26 مارس 1938) هو كاتب ومؤرخ بريطاني، ويعتبر من أبرز المؤرخين لأحداث الحرب العالمية الثانية. نشر ما يقارب من 30 كتابا منها: تدمير درسدن، حرب هتلر، حرب تشرشل. أثارت كتاباته وخطاباته الكثير من الجدل حول تعاطفه مع النازية، معاداته للسامية وإنكاره للهولوكوست.
ومن آرائه قوله أنه لا توجد سياسة ألمانية في ابادة اليهود، وإنما 600 ألف يهودي فقط ماتوا في معسكرات الاعتقال النازية، ولم تتم إبادتهم وإنما ماتوا بسبب أمراض مختلفة مثل التيفوئيد أو بسبب قصف قوات التحالف.
في عام 2005 أثناء زيارته إلى النمسا، حيث كان من المقرر ان يدلي هناك بمحاضرة عن النازية أمام مجموعة من الطلبة، تم اعتقاله، ثم حكم عليه بالسجن لمدة ثلاث سنوات بتهمة نفي حصول محرقة الهولوكوست، وهو ما يعتبر جريمة حسب القانون النمساوي.

## محتوی الكتاب
يحاول ديفيد ايرفينغ في كتاب «حرب هتلر» الصادر في 1977 التقليل من جرائم النازية مشككاً في الأدلة التاريخية والأساليب العلمية الذي تعتمد عليها قضية هولوكوست.
ويری ايرفينغ في كتابه بأن محرقة اليهود هي كذبة كبيرة 
ولم تكن هناك أي غرف غاز في معسكر أوشفيتز، وان البولنديين هم الذين شيدوا غرف الغاز في معسكر الاعتقال بعد انتهاء الحرب وسقوط برلين. وان هتلر لم يكن على علم بسياسة ابادة اليهود ولم يشارك بتلك السياسة. كما يشكك ايرفينغ بعدد اليهود الذين قتلوا في معسكرات الاعتقال النازية. ويری بأنه لم يتم إحراق ست ملايين يهودي في معسكرات الاعتقال النازية كما يزعمون، ولا يمكن أن يصل إلى هذا الرقم أبدا.
وهو قال في مقابلته مع قناة الجزيرة:
«هذا هو مدى الأسطورة، أن ستة ملايين من اليهود ماتوا في المحرقة، وأن هتلر أمر بذلك، أو أنهم قتلوا في غرف الغاز،.. لم نجد وثيقة واحدة على أن هتلر أصدر الأمر بذلك، والرقم ستة ملايين مثير للشك...»

## نشره
تم نشر الكتاب لأول مرة في أبريل 1977 من قبل دار نشر هودر وستوكتون(ISBN 0-340-16747-5) ومن ثم من قبل مطبعة الفايكنج(ISBN 0-670-37412-1). في عام 1990 أعاد دار نشر أفون نشره(ISBN 0-380-75806-7). وفي عام 2002، أصدر مركز التنسيق للنشر طبعة منقحة مصورة من هذا الكتاب، مع ذكر مسار الحرب، في 1024 صفحة(ISBN 1-872197-10-8).